# Marcelino de Mosquera
José Marcelino de Mosquera Figueroa y Arboleda Vergara (1741-1803) fue un acaudalado estanciero y político neogranadino de Popayán. Considerado como uno de lo más grandes progresistas payaneses de la época.

## Biografía
Fue alcalde ordinario de Popayán en 1795. Regidor y Depositario de la Municipalidad de Popayán en 1796. También fue encargado de la gobernación. Fue hombre de gran generosidad, que construyó la vía que lleva de Popayán a Cauca. Se distinguió por sus servicios a la ciudad colonial.
Se hizo notar por sus discursos en las asambleas y cámaras caucanas. Fue un gran cazador y dueño de minas, haciendas, casas en los pueblos, grandes extensiones de ganado y esclavos, Constructor y primer propietario de la Hacienda colonial Calibío terminada en 1793, una de las haciendas más conocidas en Popayán gracias a los acontecimientos independentistas que sucedieron allí, entre las que están las visitas de el Libertador Simón Bolívar el 30 de octubre de 1826, la de Antonio Nariño y como las batallas que se dieron en los campos de la hacienda como la de enero de 1814 en Calibío y la del alto Palacé; la propiedad se extendía desde el río Palacé hasta las riberas del río Cauca, en el sur. estas como parte de la campaña libertadora del sur dirigida por Antonio Nariño. Esta casona familiar es evidencia de que en aquella época  casi todo el departamento del Cauca era propiedad de la familia Mosquera, la casona, es una de las construcciones sobrevivientes de los latifundios de finales del siglo XVIII.
Miembro de una de las familias más nobles e importantes de la época, los mosqueras, era hijo del capitán José Patricio de Mosquera y Figueroa y de María Teresa de Arboleda y Vergara. Y era hermano de Joaquín de Mosquera y Figueroa, Ministro del consejo de Indias, oidor de las reales audiencias de Santafe, México y Caracas y presidente de la Regencia del Reino de España. Casado con una familiar suya, María Josefa Hurtado Arboleda.
Era tío de Tomás Cipriano de Mosquera, uno de sus descendientes es el colombiano Felipe Castrillón Muñoz, el actual marqués de San Juan de Rivera.